# Elian Goux
Elian Jesús Goux (* 18. Mai 2001) ist ein argentinischer Handballspieler auf dem linken Flügel. In der Variante Beachhandball ist er argentinischer Nationalspieler.

## Hallenhandball
Elian Goux spielt für Sociedad Escolar y Deportiva Alemana Lanús Oeste (S.E.D.A.L.O), den deutschen Sportverein in der Federación Metropolitana de Balonmano, der regional höchsten argentinischen Handball-Liga. Bei den U14-Südamerikameisterschaften 2015 sowie den U16-Südamerikameisterschaften 2017 gewann er die Goldmedaillen. Beim Sieg im Finale 2017 über Brasilien war er mit sieben Treffern einer der beiden besten Torschützen seiner Mannschaft.

## Beachhandball

### Jugend und Junioren
Seine international größten Erfolge hatte Goux bislang im Beachhandball. Bei den Panamerika-Meisterschaften der Junioren unterlag er 2017 mit Argentinien im Finale der Auswahl Brasiliens und gewann damit die Silbermedaille. Im weiteren Jahresverlauf gewann er mit der Mannschaft Argentiniens bei den erstmals ausgetragenen Beachhandball-Juniorenweltmeisterschaften auf Mauritius nach einem Sieg im kleinen Finale über Russland die Bronzemedaille.

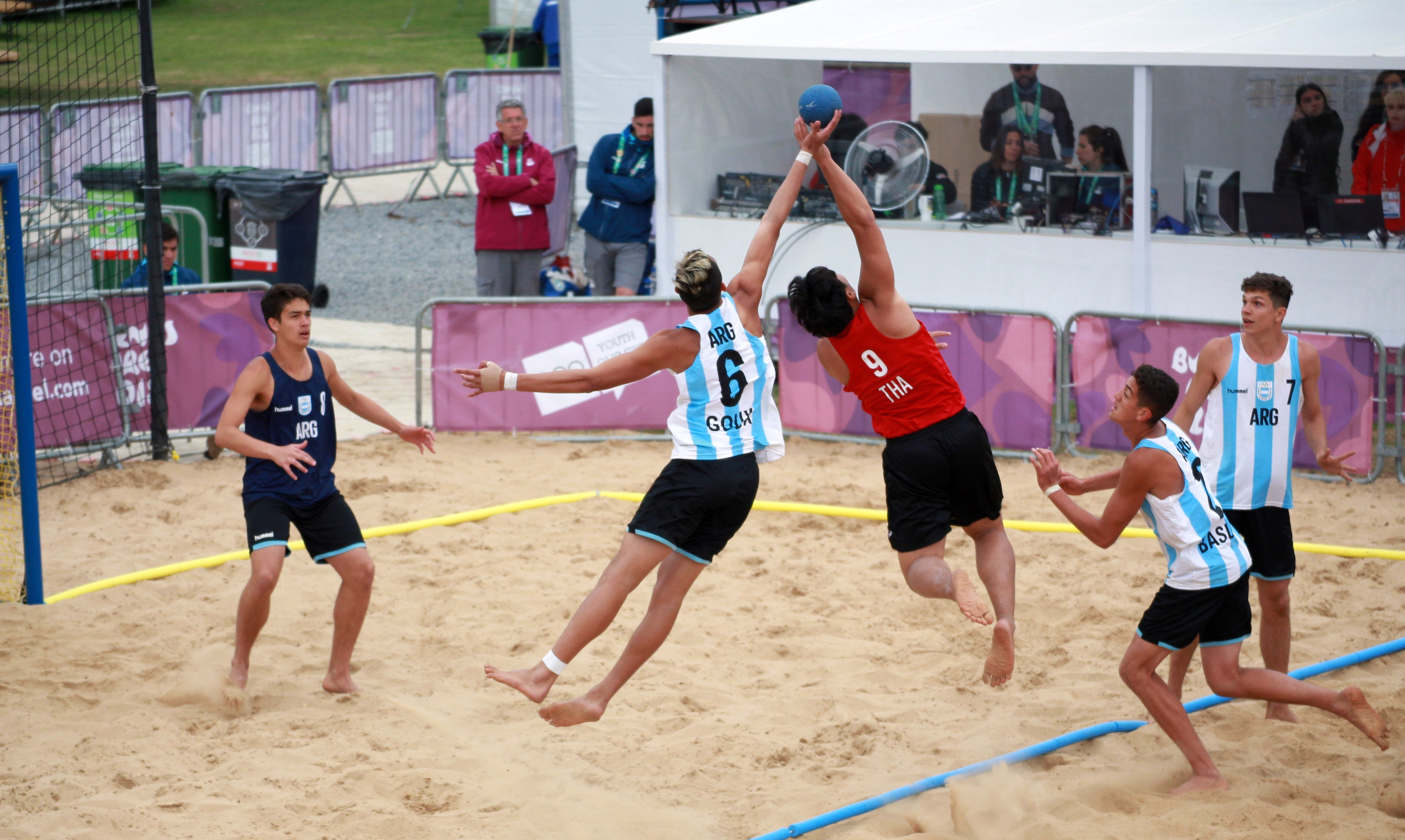
Goux (#6) unterbindet einen thailändischen Angriff (#9, Surasak Waenwiset) auf das von Alejo Novillo gehütete argentinische Tor im ersten Hauptrundenspiel der Olympischen Jugendspiele; rechts: José Basualdo (#2) und Nicolás Millet (#7)

Höhepunkt der Jugendzeit war für Goux die Teilnahme an den Olympischen Jugend-Sommerspielen 2018 im heimischen Buenos Aires. Goux startete mit seinen Argentiniern überaus erfolgreich in das Turnier, in dem er vorrangig in der Abwehr eingesetzt wurde, bei Shootouts aufgrund seiner Größe auch als Torhüter-Alternative. Gegen Kroatien, Paraguay, Portugal, Mauritius und Italien konnten alle Spiele gewonnen werden, wobei einzig das Spiel gegen Paraguay nicht im Shootout gewonnen wurde, was insbesondere gegen Mauritius sportlich enttäuschend war. Im ersten Spiel gegen Kroatien kam Goux mehrfach als Specialist zum Einsatz und traf dabei zu vier Punkten. Abgesehen vom Spiel gegen Paraguay erhielt Goux in jedem der Vorrundenspiele eine Zeitstrafe, in den folgenden Spielen blieb er ohne Spielstrafen. Argentinien zog Verlustpunktfrei in die Hauptrunde, wo es gegen den Außenseiter Thailand in einem Shootout die erste Niederlage gab. In diesem Spiel erzielte Goux mit sechs Punkten seine meisten Treffer in einem Spiel in diesem Turnier und hielt im Shootout seinen einzigen Ball im Turnierverlauf als Torhüter. Es folgte eine Niederlage gegen den Turnier-Mitfavoriten Spanien und ein Sieg zum Abschluss der Hauptrunde gegen die ebenfalls hoch eingeschätzten Ungarn. Als Tabellenzweite der Hauptrunde zogen die Argentinier in das Halbfinale ein, wo sie im Shootout gegen Portugal verloren. Das Spiel um die Bronzemedaille konnte Goux mit seiner Mannschaft in zwei hart umkämpften Sätzen gegen Kroatien gewinnen.

### Männer

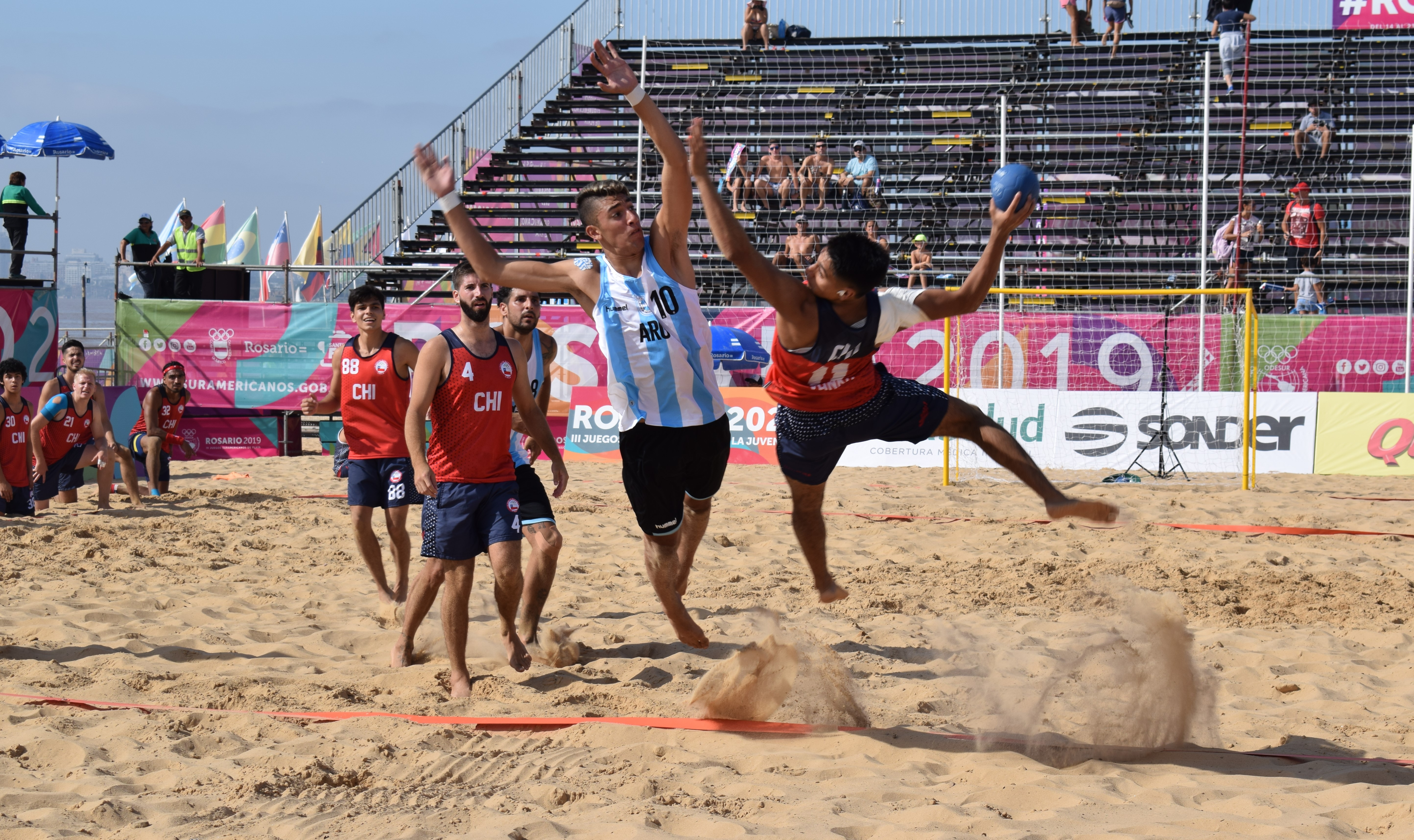
Goux (blau/weiß) verteidigt gegen einen chilenischen Angriff im Vorrundenspiel der Südamerikanischen Beachgames 2019

Vier Monate nach den Jugendspielen wurde Goux wie seine Mitspieler Nahuel Baptista und Francisco Daudinot erstmals für die A-Nationalmannschaft Argentiniens berufen. Bei den South American Beach Games 2019 in Rosario verpassten die Gastgeber nach zwei Niederlagen gegen Uruguay und Chile gegen Paraguay als Tabellendritte das Halbfinale und schlugen Ecuador im Spiel um den fünften Platz.

## Erfolge

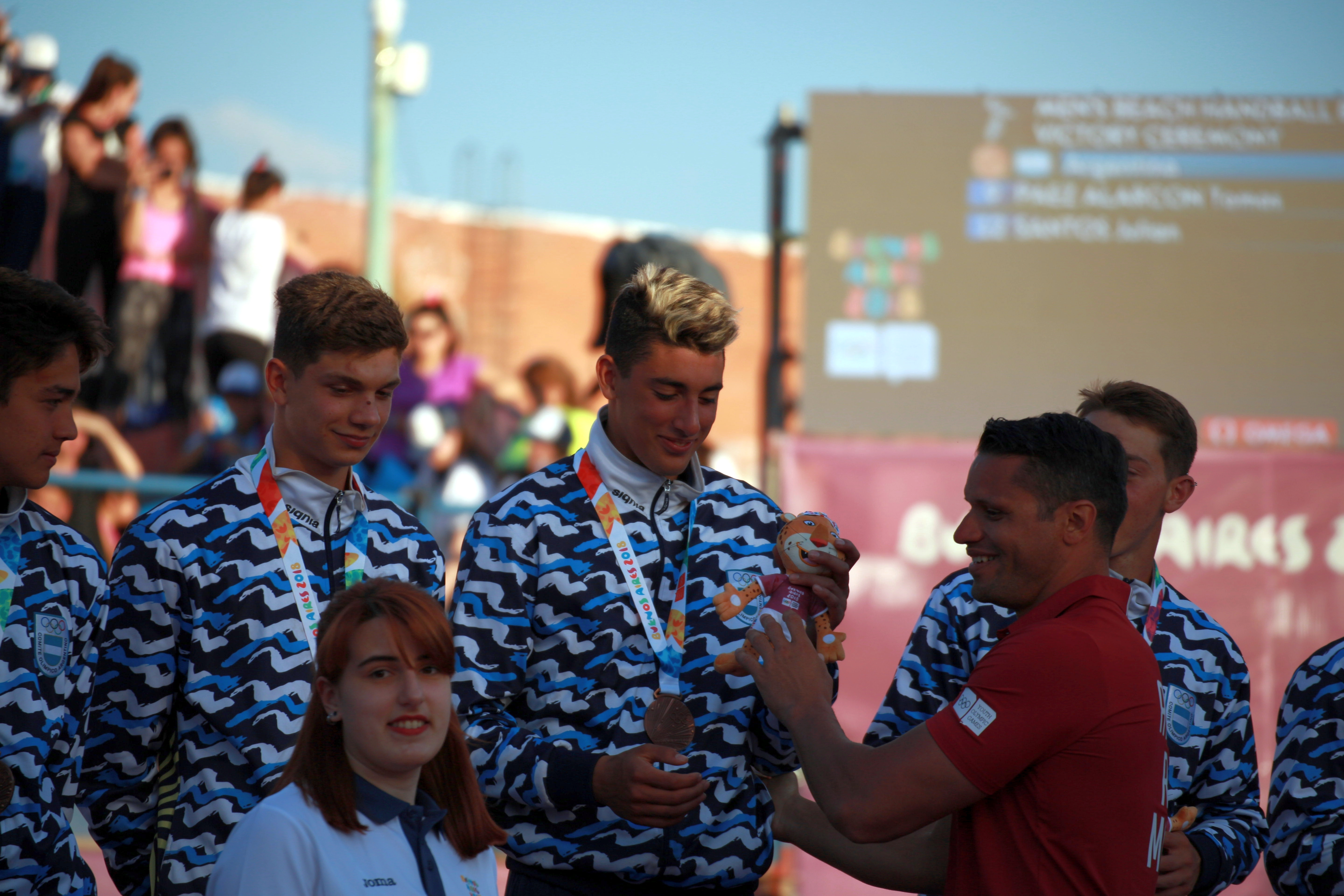
Goux bei der Siegerehrung der Olympischen Jugendspiele mit Gil Pires

| Halle Panamerikanischen Handball-Juniorinnenmeisterschaften - 2015: (U14) - 2017: (U16) | Beach Panamerikanische Beachhandball-Juniorenmeisterschaften - 2017: Beachhandball-Juniorenweltmeisterschaften - 2017: Olympische Jugendspiele - 2018: South American Beach Games - 2019: Fünfter |

## Einzelbelege
1. ↑  Los Sudamericanos de Villa María | Novedades en SuperHandball.com.ar. Abgerufen am 18. Mai 2021 (spanisch).; Se viene el Sudamericano | El Diario del Centro del País. Archiviert vom Original (nicht mehr online verfügbar) am 18. Mai 2021; abgerufen am 18. Mai 2021 (spanisch).; ARGENTINA X 5!!! CAMPEÓN SUDAMERICANO DE MENORES. In: Fe.Chu.Ba. 13. Oktober 2015, abgerufen am 18. Mai 2021 (europäisches Spanisch).; Argentina se consagró pentacampeón sudamericano con presencia comodorense. Abgerufen am 18. Mai 2021.
2. ↑  Medalla de oro y bronce en el Sudamericano SUB 16 de Handball - As.A.Bal. Abgerufen am 18. Mai 2021.; Argentina, Campeón Sudamericano en Cadetes. 17. März 2015, abgerufen am 18. Mai 2021 (es-AR).; Los cadetes argentinos campeones sudamericanos. 6. November 2017, abgerufen am 18. Mai 2021 (spanisch).
3. ↑  Handball: los cadetes argentinos se quedaron con el título sudamericano. 6. November 2017, abgerufen am 18. Mai 2021 (es-AR).
4. ↑  La Selección femenina juvenil de beach handball se consagró campeona del Panamericano. 25. Februar 2017, abgerufen am 18. Mai 2021 (spanisch).
5. ↑  El Beach se bronceó en las playas de Mauricio | Un sitio pensado para disfrutar de la Pasión del Handball. Archiviert vom Original (nicht mehr online verfügbar) am 18. Mai 2021; abgerufen am 18. Mai 2021.; Un venadense participará del primer Mundial Juvenil de Beach Handball. Abgerufen am 18. Mai 2021.; Con "Chapa" de dirigente, dos bronces argentinos en Beach Handball. 18. Juli 2017, abgerufen am 18. Mai 2021 (spanisch).
6. ↑  2018 Summer Youth Olympics Official Result Book Beach handball
7. ↑  NoticiasNet: Nueva concovatoria para Nahuel Baptista. Abgerufen am 18. Mai 2021 (spanisch).; https://infocielo.com/delegacion-argentina/conoce-la-delegacion-que-representara-argentina-los-juegos-sudamericanos-playa-rosario-2019-n115279
8. ↑  Última Jugada - Redacción: ¡Kamikases campeonas sudamericanas! ⋆ Última Jugada. In: Última Jugada. 20. März 2019, abgerufen am 18. Mai 2021 (es-AR).

| Personendaten    | Personendaten                  |
| ---------------- | ------------------------------ |
| NAME             | Goux, Elian                    |
| ALTERNATIVNAMEN  | Goux, Elian Jesús              |
| KURZBESCHREIBUNG | argentinischer Handballspieler |
| GEBURTSDATUM     | 18. Mai 2001                   |